# George James Webb
Pour les articles homonymes, voir Webb.
George James Webb, né le 24 juin 1803 à Rushmore près de Salisbury dans le Wiltshire, Angleterre, décédé le 7 octobre 1887 à Orange, New Jersey, est un chef d'orchestre, éditeur, pédagogue et compositeur anglo-américain.
Élève d'Alexander Lucas, il devient organiste à Falmouth. En 1830, il vient à Boston, où il fonde en 1836 l'Académie de musique de Boston. En 1840, il est nommé président de la Handel and Haydn Society. En 1870, il s'installe à Orange mais continue à enseigner à New York.
Il a composé de nombreux hymnes dont Goodwin.
Il a édité The Musical Library (1835-1836) avec L. Mason et le The Musical Cabinet (1841-1842) avec T. Hayward.
Il a réalisé les éditions de : 
- Scripture Worship (1834),
- The Massachusetts Collection of Psalmody (1840)
- The Amrican Glee Book (1841)
- Cantica ecclesiastica (1859)